# 아이올로스
아이올로스(Aeolus)는 그리스 신화에서 나오는 헬렌의 아들이자 '바람의 신'이다. 포세이돈 또는 히포테스의 아들이라는 설도 있다. 크수토스와 도로스의 형제이다. 헬렌은 그리스를 3등분하여 세 아들에게 물려주었는데, 아이올로스는 테살리아 지방을 물려받아 아이올리스인의 시조가 되었다고 한다. 에나레테와 결혼하여 시시포스와 크레테우스, 살모네우스, 아타마스, 데이온, 마그네스, 페리에레스, 마카레우스 등의 아들을 낳고, 트라키아 왕 케익스의 아내가 된 알키오네를 포함한 카나케, 페이시디케, 칼리케, 클레오불레, 페리메데 등의 딸을 낳았다. 그의 아들 가운데 시시포스는 코린토스를 창건하였으며 크레테우스는 이올코스를, 시시포스에게 쫓겨난 살모네우스는 엘리스 지방으로 가서 살모네 왕국을 세웠다. 또 아타마스는 오르코메노스의 왕이 되고 페리에레스는 메세네의 왕이 되는 등 아들 대부분이 그리스 도시의 왕이 되어 유력한 가문을 형성하였다. 아들 마카레우스와 딸 카나케는 근친상간의 죄를 저지른 뒤 모두 자살하였다고도 하고, 아이올로스가 카나케를 죽이자 마카레우스는 스스로 목숨을 끊었다고도 한다.